# Liste der Baudenkmäler in Puschendorf
Auf dieser Seite sind die Baudenkmäler in der mittelfränkischen Gemeinde Puschendorf zusammengestellt. Diese Tabelle ist eine Teilliste der Liste der Baudenkmäler in Bayern. Grundlage ist die Bayerische Denkmalliste, die auf Basis des Bayerischen Denkmalschutzgesetzes vom 1. Oktober 1973 erstmals erstellt wurde und seither durch das Bayerische Landesamt für Denkmalpflege geführt wird. Die folgenden Angaben ersetzen nicht die rechtsverbindliche Auskunft der Denkmalschutzbehörde.
 Diese Liste gibt den Fortschreibungsstand vom 19. August 2014 wieder und enthält 4 Baudenkmäler.

## Baudenkmäler
| Lage                                     | Objekt                                           | Beschreibung | Akten-Nr.    | Bild           |
| ---------------------------------------- | ------------------------------------------------ | --- | ------------ | -------------- |
| Dorfstraße ()                            | Grenzstein                                       | Teil der Grenzsteinreihe der 1541 festgelegten Territorialgrenze zwischen den Markgrafentümern Brandenburg-Ansbach und Brandenburg-Kulmbach, rechteckiger, an den Seiten reliefierter Sandsteinpfeiler, gesetzt 1753 | D-5-73-124-6 |                |
| Kirchplatz 4; Nähe Kirchplatz (Standort) | Friedhofstor                                     | Zwei Sandsteinpfeiler mit Wappen und Kugelbekrönung, bezeichnet „1750“ | D-5-73-124-3 | BW             |
| Kirchplatz 6 (Standort)                  | Evangelisch-lutherische Pfarrkirche St. Wolfgang | Saalkirche, Sandsteinquaderbau mit Satteldach, bezeichnet „1489“, Weihe 1491, Fachwerk-Dachtürmchen mit Haubendach 18. Jahrhundert; mit Ausstattung                                                                  | D-5-73-124-1 | weitere Bilder |
| Kirchplatz 6; Nähe Kirchplatz (Standort) | Futtermauern des Burgstallgrabens                | Aus Sandsteinmauerwerk, die innere überhöhte Mauer mit Spitzbogentor gleichzeitig Kirchhofmauer | D-5-73-124-2 | BW             |
| Kirchplatz 6; Nähe Kirchplatz (Standort) | Brücke über den Graben                           | Einjochige Bogenbrücke aus Sandsteinquadermauerwerk, bezeichnet „1736“ | D-5-73-124-2 | BW             |

## Ehemalige Baudenkmäler
| Lage                             | Objekt     | Beschreibung | Akten-Nr.    | Bild |
| -------------------------------- | ---------- | --- | ------------ | ---- |
| Heuberg 10 (Standort)            | Landvilla  | Zweigeschossiger Bau mit Krüppelwalmdach und Zwerchhäusern mit Krüppelwalm- bzw. Satteldach, verputzter Massivbau mit Ziegelsteingliederung und Fachwerkelementen im historisierenden Heimatstil, nach Planung von Eugen Kengelbach 1910 Mit Nebengebäude | D-5-73-124-5 | BW   |
| an der Straße nach Veitsbronn () | Grenzstein | Sandstein mit Wappen, bezeichnet „1829“ | D-5-73-124-4 |      |